# 阿尔万杜斯
阿尔万杜斯是一个在罗马帝国等级体系中地位颇高的高卢人，曾两次被任命为高卢禁卫长官。
他的第一任期始于461年被皇帝利比乌斯·塞维鲁斯任命为高卢长官，并于465年塞维鲁斯去世而告终。两年后的467年，他被继任的皇帝安特米乌斯再度启用。
他的朋友与幕僚希多尼乌斯·阿波利纳里斯的记载表明他的第一任期很成功，但在第二任期中他招致了广泛的憎恶，并在468年被免职，后被押送到罗马。在罗马，他被一个很有影响力的高卢人集团的特使指控犯下叛国罪，由阿尔万杜斯的秘书证实的证据表明他曾口授一封信劝说西哥特国王尤里克不要与皇帝缔结和约，并让西哥特人去进攻卢瓦尔河以北的不列颠人。信件还断言执行罗马法将使高卢被西哥特人和勃艮第人瓜分。
不列颠国王里奥塔姆斯是皇帝安特米乌斯的盟友，因此此举无异于对皇帝宣战。阿尔万杜斯以叛国罪受审。审判本应由希多尼乌斯监督，但希多尼乌斯选择辞职并代表他的朋友请求宽大处理。审判判决阿尔万杜斯有罪，当庭剥夺了他的一切职位特权。随后他被收监至普通监狱等待处刑。
卡西奥多罗斯坚信阿尔万杜斯的目的是分裂帝国并篡夺皇位。也许他试图像阿维图斯一样通过高卢人和西哥特人的支持以夺取帝位，但他并未能得到高卢贵族的支持。也许原因在于他卑微的出身，但更可能是因为高卢人已经从阿维图斯的失败中学到了教训，清楚这种冒险行动能够成功已经是过去式了。
卡西奥多罗斯的记载表明希多尼乌斯和他的朋友们成功挽救了阿尔万杜斯的性命。“在安特米乌斯的命令下，曾试图谋取帝位的阿尔万杜斯被流放”（Arabundus imperium temptans iussu Anthemii exilio deportatur）。